# Marine (Sorolla)
Pour les articles homonymes, voir Marine.
Marine est une peinture à l'huile sur toile peinte par le peintre valencien Joaquim Sorolla, en 1881, au début de sa carrière de peintre. Ce petit tableau est exposé au Musée Sorolla de Madrid. 
Le tableau est dans la lignée des académismes de la fin du XIXe siècle influencé par la tradition des marines postromantiques d'Europe centrale. Sorolla, alors étudiant les beaux-arts à Valence, cherchait son propre style et il était influencé par Rafael Monlón (es), peintre, archéologue et pilote naval de Valence.
La peinture de petites dimensions représente l'activité d'un port de commerce. Elle est dominée par les gris, les bleus-bleus et les ocres qui contribuent à générer une atmosphère calme et mélancolique. Le tableau est très éloigné des grandes toiles aux blancs lumineux et des couleurs vives qui caractérisent l’œuvre postérieure de Sorolla.